# Niesajoki
Niesajoki is een rivier (joki) die stroomt in de Finse gemeente Kolari in de regio Lapland. De circa 13.800 meter lange rivier stroomt vanuit het oosten de Muonio in. Zij behoort tot het stroomgebied van de Torne.
Afwatering: Niesajoki → Muonio →  Torne → Botnische Golf